# Prisión Provincial de La Coruña
La Prisión Provincial de La Coruña, popularmente conocida como Cárcel de la Torre, por su cercanía con la Torre de Hércules, es un edificio singular que albergaba el antiguo centro penitenciario de dicha ciudad, construida entre 1925 y 1927 siguiendo el proyecto de Juan Álvarez de Mendoza, designado por la Dirección General de Prisiones, en colaboración con el arquitecto municipal Pedro Mariño. Durante la dictadura Franquista, albergó a decenas de presos políticos como el último alcalde republicano de la ciudad, Alfredo Suárez Ferrín, el gobernador civil de Coruña Francisco Pérez Carballo, José Gómez Gayoso secretario general del PCE en Galicia, o miembros de la guerrilla como Antonio Seoane Sánchez o Benigno Andrade "Foucellas", en los años 70, estuvieron presos numerosos destacados miembros del movimiento obrero de Ferrol y a miembros de la banda terrorista ETA.
Estuvo en funcionamiento hasta 1997, año en el que entró en servicio el nuevo Centro Penitenciario de Teijeiro, más moderno y con mejores instalaciones, desde entonces ha permanecido sin uso definido, albergando actos esporádicos como la exposición "From I to J" de la cineasta Isabel Coixet, pero con un deterioro continuo de las instalaciones en medio de una disputa por su cesión entre el Ayuntamiento de La Coruña y la Sociedad de Infraestructuras y Equipamientos Penitenciarios (SIEP).

## Historia

### Antecedentes

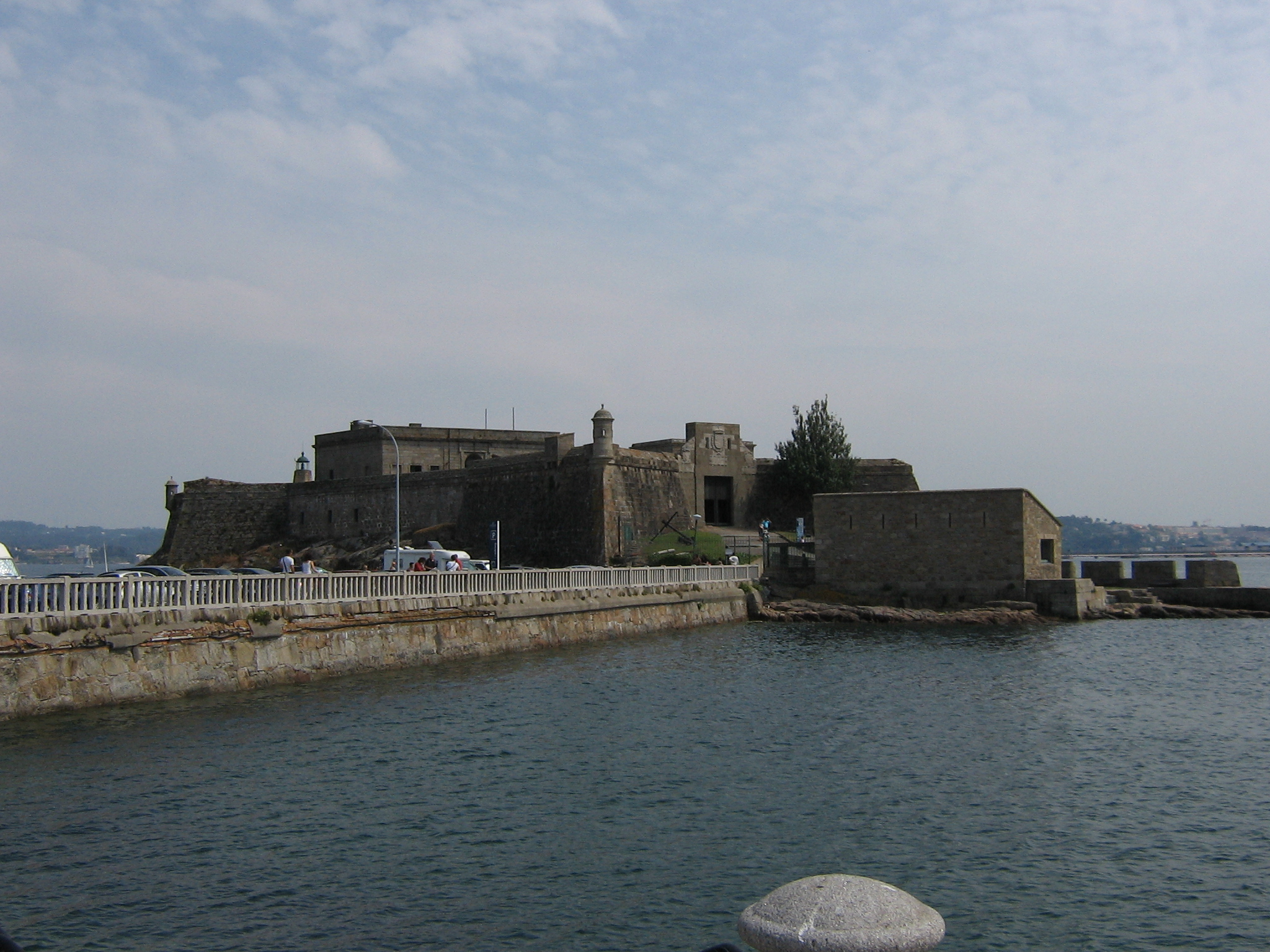
Castillo de San Antón, utilizado esporádicamente como prisión militar y política

Desde el cierre de la prisión medieval del Parrote, en 1550, han sido varios los edificios de la ciudad que han cumplido la función de penal, entre ellos, el Castillo de San Antón o el Convento de San Francisco, situado junto al Museo Militar, hoy en ruinas. En el siglo XIX, la Cárcel de la Audiencia era el principal centro penitenciario de la ciudad, sin embargo, el aumento de la población de reclusos, y la antigüedad de este edificio, provocaron que ya en 1894, el entonces alcalde de la ciudad, Carlos Martínez Esparís expresara públicamente la necesidad de construir una nueva cárcel amplia y moderna que sustituyera a la de la Audiencia. Al año siguiente, se concretó el presupuesto que se iba a destinar a la prisión: 100.000 pesetas, concedidas por el presidente del Directorio militar, a cambio de solares para el Ministerio de Guerra.

### La construcción
Pese al reconocimiento de la necesidad de la construcción de un nuevo penal en el municipio ya en 1894, y la rapidez con la que se tramitó el expediente de gestión del presupuesto para la prisión, el inicio de la construcción se demoró en el tiempo debido principalmente a problemas con la ubicación y el presupuesto; se barajaron lugares como el Campo de Marte o el propio Castillo de San Antón, pero este último fue rechazado debido al coste que suponía conectar el islote con tierra, que excedía el presupuesto asignado. Finalmente, la ubicación escogida para erigir el centro fue un solar en Monte Alto, frente a la Torre de Hércules.
La Dirección General de Prisiones, pone al frente del proyecto al arquitecto Juan Álvarez de Mendoza, colaborando el arquitecto municipal coruñés Pedro Mariño, Tras años de espera y negociaciones, el proyecto finalmente será fechado en Madrid el 30 de enero de 1925 colocándose su primera piedra en mayo, en la ceremonia se producirá un homenaje a la abogada Concepción Arenal, tal como recoge la crónica de ese día de La Voz de Galcia:

En varios automóviles, se trasladaron las autoridades y los demás invitado al lugar de emplazamiento del nuevo edificio, cerca de la ensenada que existe a los pies de la Torre de Hércules y al abrigo de Monte Alto. Allí había concurrido previamente una compañía del regimiento de Isabel la Católica con bandera y música. Por los alrededores del solar y en los contornos de la carretera de circunvalación se congregarón muchísimas personas, un público numeroso. Al llegar la sautoridades y representaciones con los Sres, Muslera, Cadalso, Casás y concejales, el primera, con el general López Pozas, revisitó las fuerzas y la banda de música ejecutó la Marcha Real.

Seguidamente ocuparon na tribuna dispuesta al efecto y que ostentaba una cortina de los coloras nacionales. Los arquitectos Sres. Álvarez de Mendoza y Mariño habían preparado cuanto se necesitaba para que la ceremonia pudiese realizarse con toda clase de acostumbrados pormenores.
En un tubo ”ad hoc” se encerró el acta levantada, y en la cual se reseña la fiesta y se describe el terreno  de la nueva cárcel con su superficie, linderos, etc.
Habló luego el Sr. Cadalso, haciendo un estudio comparativo entre España y otras naciones en el aspecto penitenciario, para deducir que nuestra nación fué siempre delante de las otras en este orden, recordando la labor de Pedro IV de Aragón en cuento de la protecicón a los niños abandonador y delincuentes; la obra de nuestros tratadistas, Concepción Arenal, el sacerdote Sandoval y los preceptos de Alfonso el Sabio en las Partidas sore el sistema carcelario.
Dedicó un elogio a la obra del Directorio y al Sr. Muslera en cuanto a mejoras de las prisiones; enalteción la labor del alcalde Sr. Casás, especializado en este genero de estudios, resordando su actuación en distintos congresos penitenciarios. (…)
Y se dió por concluido el acto, desfilando en automóviles las autoridades y representaciones concurrentes, que siguiero hasta al Palacio Municipal, donde se despidieron.

A las dos de la tarde, se verificó en el ”Atlantic Hotel” en banquete con que el alcalde obsequió a los Sres. Muslera y Cadalso, habiendo asistido las autoridades que cooperaron a la solemnidad.

El edificio finaliza su construcción en 1927, tras sufrir algunos cambios en su diseño original, y es inaugurado el 20 de septiembre de ese mismo año. Durante sus años en funcionamiento sufrirá modificaciones en su disposición y estructura, Rafael Pillado, recluso de la prisión en 1972, describe así el edificio en su biografía:

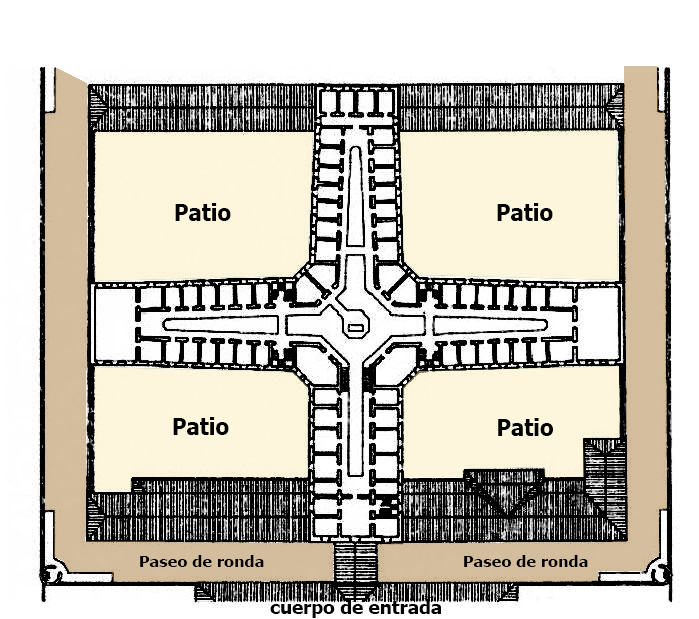
Reproducción del plano del proyecto original de la Prisión Provincial de La Coruña

“La prisión de A Coruña disponía de cuatro patios, separados por unas galerías, repletas de celdas en el bajo y en el primer piso, en forma de cruz. El que quedaba a la izquierda, según se entraba, correspondía a las mujeres, totalmente aislado de las instalaciones para hombres, aunque las leyendas carcelarias hablaban de visitas de ciertos personajes privilegiados (funcionarios y presos clase A) a este enclave. En el de la izquierda interior, se hallaban la barbería y otras dependencias auxiliares. En el de la derecha, deambulando todo el día, se amontonaban los presos comunes. Lo único que se les ofrecía en aquel recinto para integrarse a la sociedad, consistía en dar vueltas y más vueltas, sin otro quehacer que malcomer, realizar juegos de azar, recibir “cursillos acelerados” para circular con éxito por la senda del delito y pocas cosas más. Y por último, estaba el patio de la derecha según se entra, en cuyas dependencias, a nivel del primer piso, estaba instalada la enfermería. Dicho patio era el asignado a los presos políticos. Del mismo, sólo se salía de forma esporádica y para asuntos concretos: cortarse el pelo, buscar la comida que nos proporcionaba la prisión, recoger el vino que nos correspondía…”

### Primeros años (1928-1936)

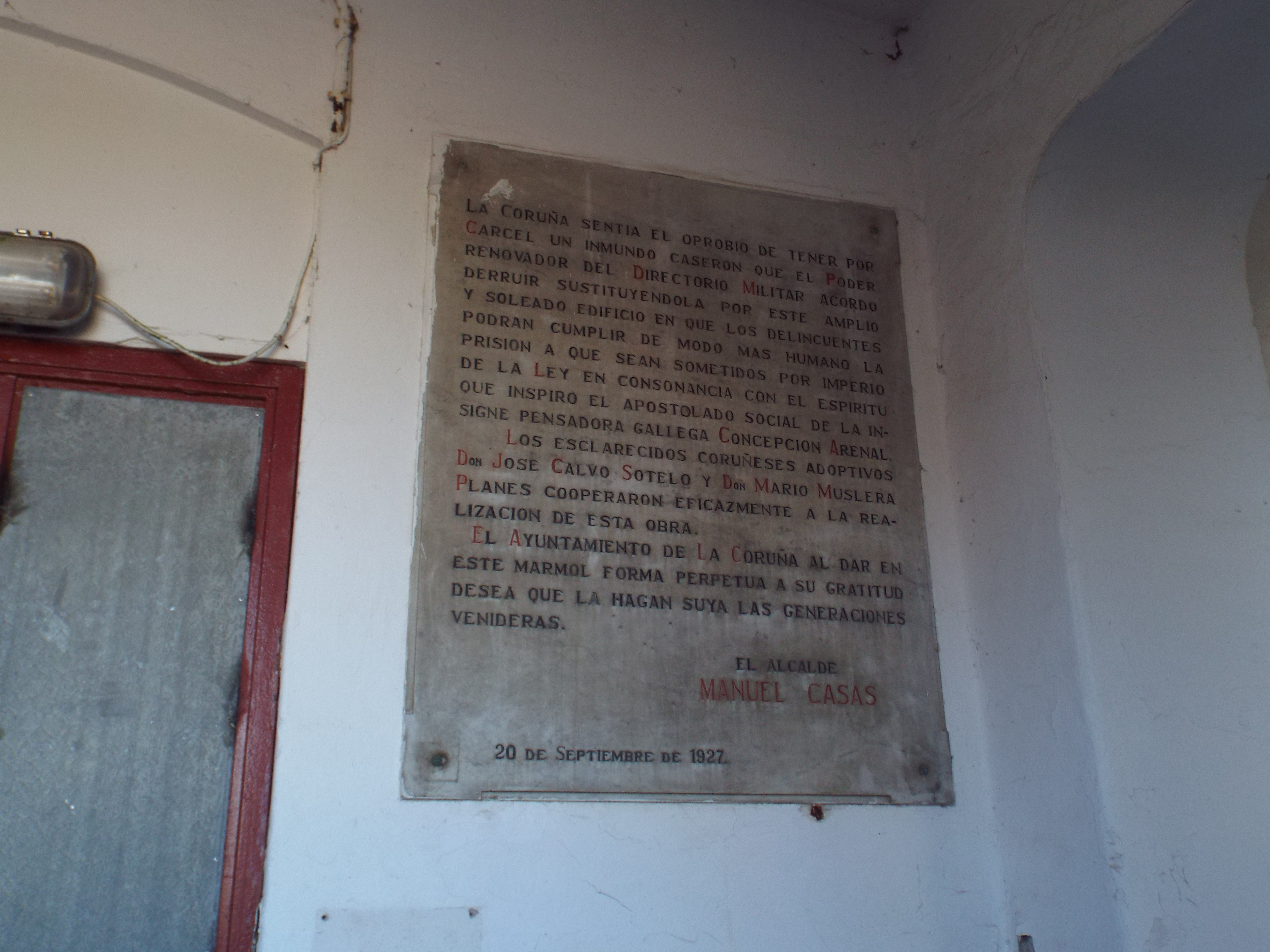
Placa conmemorativa de la inauguración de la prisión, situada a la entrada de la misma:
"La Coruña sentía el oprobio de tener por cárcel un inmundo caserón que el poder renovador del directorio militar acordó derruir sustituyéndola por este amplio y soleado edificio en que los delincuentes podrán cumplir de modo más humano la prisión a la que sean sometidos por imperio de la ley en consonancia con el espíritu que inspiró el apostolado social de la insigne pensadora gallega Concepción Arenal.
Los esclarecidos coruñeses adoptivos Don José Calvo Sotelo y Don Mario Muslera Planes cooperaron eficazmente a la realización de esta obra.
El Ayuntamiento de la Coruña al dar en este mármol forma perpetua a su gratitud desea que la hagan suya las generaciones venideras.
El Alcalde
Manuel Casas
20 de septiembre de 1927"

Los primeros años del penal coruñés estuvieron marcados por un tiroteo en las inmediaciones de la prisión y el polvorín de Monte Alto acaecido el 15 de mayo de 1935, un alboroto causado por el "gánster" Andrés Ageitos García, el tres de agosto de 1935 cuando iba a ser trasladado a comisaría para hacerle la ficha policial que acabó en un motín de los 300 reclusos que tenía el centro penitenciario en aquellos momentos, y un intento de fuga, donde un recluso que se intentó hacer pasar por personal de mantenimiento, asesinó a un guardia que intentó verificar su identidad tras un forcejeo, según recoge el periódico ABC.

### Golpe de Estado y Guerra Civil (1936-1939)
Tras el Golpe de Estado, y la toma del poder en la ciudad por parte de milicias afines a Franco, el centro comienza a albergar presos detenidos por haber ocupado cargos de responsabilidad durante la Segunda República; Así, el 21 de julio de 1936, el gobernador civil de Coruña, Francisco Pérez Carballo, marido de Juana Capdevielle, es detenido y llevado a la prisión. También varios miembros de la última corporación municipal republicana ingresarán en la prisión, entre ellos el Alcalde, Alfredo Suárez Ferrín, o el Teniente de Alcalde, Arturo Taracido Veira. Asimismo, numerosas personas acusadas de no apoyar el nuevo régimen fueron encarceladas en la prisión, y muchas de ellas fusiladas en el campo da rata. 
Con la Guerra Civil y la dictadura Franquista, el centro penitenciario de La Coruña se convertirá en la única prisión de Galicia autorizada para que se pudieran extinguir penas, lo que conllevará un aumento exponencial en el número de reclusos del penal en los años venideros.

### El intento fallido de asalto a la prisión en 1948
El casi inmediato estallido de la Segunda Guerra Mundial, sorprenderá a muchos excombatientes republicanos en Francia, muchos de ellos se unirán a la Resistencia Francesa, en lo que fue la Agrupación de Guerrilleros Españoles. A partir de 1944, con la retirada de los ejércitos alemanes, muchos de estos guerrilleros reorientaron su lucha antifascista hacia España, consiguiendo algunos enlazar con partidas que habían permanecido en el monte desde 1939, y teniendo su apogeo entre 1945 y 1947. En Galicia, esta guerrilla antifranquista estuvo comandada por José Gómez Gayoso y Antonio Seoane Sánchez, ambos son detenidos en 1948 tras ser delatados por un desertor, y conducidos a la prisión coruñesa, donde serán condenados a muerte en un juicio sumarísimo.
La guerrilla lanza en julio de 1948 una ofensiva para intentar liberar a ambos del presidio; tres grupos de la guerrilla, de seis hombres cada uno, procedentes de Lugo, Orense y La Coruña, armados con ametralladoras, desembarcaron en la playa de las lapas, cercana a la prisión, e intentaron entrar en el edificio, haciéndose pasar por guardias mientras era el cambio de turno; sin embargo, son descubiertos y se ven obligados a huir, fracasando la misión. Gayoso y Seoane serán ejecutados meses más tarde en cautividad. 
Dos años más tarde, el 9 de marzo de 1952, Benigno Andrade, alias Foucellas, célebre maqui, considerado uno de los últimos resistentes en Galicia será apresado en Oza de los Ríos, y trasladado al edificio coruñés, será sometido a un consejo de guerra, el 26 de junio de 1952, donde fue condenado a muerte, y la ejecución de su sentencia sería el 7 de agosto.

### Cierre y debate sobre su uso futuro y titularidad (2009-2017)
En 1997, se anuncia que la actividad carcelaria de Coruña será trasladada al nuevo centro penitenciario que se estaba construyendo en Teixeiro, debido a que el centro de la torre había quedado obsoleto; en 1998, la orden de 29 de abril de 1998, del ministerio del Interior, creará el Centro Penitenciario de Teixeiro, y clausurará el de Coruña, autorizando que este último pueda ejercer de manera temporal las funciones de un Centro de Inserción Social, dependiente del nuevo centro, labores que se desarrollarán hasta el año 2009, año en el que cesa su actividad penitenciaria.
El Informe General de 1998, de la Dirección General de Instituciones Penitenciarias, menciona como en este año, hubo una alegación de Instituciones Penitenciarias a la modificación del Plan General de Ordenación Urbanística, al ser calificado el edificio como "Fuera de Ordenación", y tras la comunicación oficial del ayuntamiento herculino del 2 de noviembre, donde este muestra su disposición a modificar pertinentemente el plan, una vez se desamorticen los terrenos y se firme un convenio, se llevan a cabo las primeras negociaciones para la cesión del edificio al Ayuntamiento coruñes, sin acuerdo, "debido a discrepancias en cuanto a la valoración efectuada por ambas partes"
En 2005, el entonces Alcalde de la ciudad, Paco Vázquez firma un convenio con instituciones penitenciarias para la devolución del inmueble; el consistorio cedía terrenos cercanos a la prisión para levantar un centro de inserción social, y abonaba 1,12 millones de euros (la diferencia entre el valor de las parcelas cedidas y la de la cárcel) y a cambio el edificio pasaba a manos municipales.
El Alcalde Carlos Negreira decidió no hacer efectivo el convenio, al entender que el ayuntamiento cedió en 1925 los terrenos para construir una cárcel, y que al desaparecer ese uso, el edificio debía volver a manos del Ayuntamiento sin coste, abriéndose una vía judicial para determinar la titularidad del inmueble.
En paralelo, se ha mantenido un debate en torno al uso que se le va a dar al edificio una vez pase a manos municipales, especialmente por su gran atractivo debido a su cercanía con la Torre de Hércules, Patrimonio de la Humanidad.  Son varios los usos que se han ido proponiendo a lo largo de los años para este espacio, principalmente como museo o centro de interpretación de la Torre, pero también como Parador de Turismo, como proponía el antiguo alcalde Javier Losada.
Durante el año 2010 la concejalía de cultura consiguió el permiso de Instituciones Penitenciarias para realizar actividades dentro del edificio y el penal albergó la exposición de Isabel Coixet en homenaje a John Berguer, el festival de cine en Super 8 y las actividades del día mundial de la arquitectura de 2011.

### Reapertura parcial y denuncia por prevaricación (2017-2019)
El 15 de enero de 2017, bajo la alcaldía de Xulio Ferreiro, y en medio de la vía judicial abierta para determinar las condiciones de la devolución a la ciudad del edificio, el ayuntamiento y SIEP suscriben un acuerdo de colaboración para la cesión gratuita de la antigua prisión al consistorio durante un periodo de dos años, prorrogables anualmente por mutuo acuerdo de ambas partes, Ferreiro cumplía así uno de los puntos de su programa electoral, que prometía la exigencia de la reversión gratuita de la parcela de la antigua cárcel y la asunción por parte del partido de las reivindicaciones de Proxecto Cárcere para la conversión del espacio en un centro cultural de gestión vecinal. El ayuntamiento quedaba obligado a destinar las instalaciones a usos socioculturales y a la realización de actividades culturales asumiendo a partes iguales los costos de las reparaciones necesarias dado el mal estado del edificio tras casi una década sin ningún tipo de uso, que ascendían a 300.000 euros. Unos días después de la firma del acuerdo, se realizó una visita guiada por la antigua prisión, a la que acudieron, además de miembros del gobierno local y asociaciones de memoria histórica, antiguos reclusos del penal como Celsa Díaz Cabanela, antigua líder estudiantil encarcelada por protestar contra la selectividad en los últimos años de la dictadura o Suso Díaz, histórico sindicalista de Ferrol, antiguo Secretario General de Comisiones Obreras en Galicia, y padre de la Vicepresidenta del Gobierno Yolanda Díaz.
El consistorio, a través de la Concejalía de Participación e Innovación democrática, liderada por Claudia Delso, realizó una convocatoria pública para la cesión del uso de espacios en la antigua cárcel de La Coruña para el desarrollo de proyectos de dinamización cultural y sociocultural, mediante libre concurrencia, cesión que se realizaría de manera gratuita, y con una duración de un año, aunque prorrogable de mutuo acuerdo, siempre y cuando el consistorio siguiese ostentando el derecho sobre el inmueble. Esta convocatoria fue ganada por la asociación Proxecto Cárcere, que presentó una propuesta de un espacio autogestionado y de memoria histórica.
Sin embargo, la resolución de este concurso fue muy polémica, dado que en septiembre de 2017, unos días antes de la resolución oficial del mismo, se anunció que Proxecto Cárcere era el proyecto que había logrado la cesión del inmueble, asimismo, La Voz de Galicia, denunció en sus páginas las vinculaciones de varios integrantes de dicho colectivo con Marea Atlántica, el partido que ostentaba el gobierno municipal en ese momento.
Pese a la polémica, y las presiones del Partido Popular local para que se repitiese el concurso, alegando que había sido hecho a medida para Proxecto Cárcere, el 7 de junio de 2018, se firma el acuerdo de dinamización de la cárcel entre el Ayuntamiento y la asociación, un acuerdo que reducía la superficie que inicialmente se iba a abrir al público de 1.300 a 200 metros cuadrados localizados en la nave de entrada, debido al mal estado del edificio, que incrementaba los costes de rehabilitación por encima del presupuesto comprometido entre el consistorio y el SIEP Pese a que el colectivo pudo acceder a la cárcel desde el 11 de junio, algunas obras de última hora necesarias y los diferentes trámites burocráticos, relacionados especialmente con la seguridad retrasaron la apertura del inmueble a la ciudadanía hasta el 4 de agosto de 2018, cuando se abrieron al público los 200m2 rehabilitados. Desde Proxecto Cárcere, se promovió desde su entrada en el inmueble, un proceso participativo abierto a la ciudadanía, para decidir los diferentes usos y actividades a desarrollar en la prisión, así como una reivindicación de que se siguiese invirtiendo en rehabilitar la cárcel ante el deplorable estado de conservación, buscando el compromiso y la involucración de todos los grupos políticos de la ciudad.
En la semana previa a la apertura del edificio, el Partido Popular local, elevó un escrito a la fiscalía donde denunciaba la elaboración de un concurso a medida para la adjudicación del inmueble de la antigua prisión a Proxecto Cárcere. amparándose en una reunión que el colectivo tuvo el 24 de enero de 2017 con la concejalía de Regeneración Urbana, donde el colectivo entregó sus propuestas para la cárcel, siendo después supuestamente usadas como base para la elaboración del concurso; también se denunciaba que la reducción del espacio abierto respecto a lo estipulado en el concurso debido al mal estado del edificio, impedía el desarrollo del proyecto que presentó el colectivo, por lo que el concurso debería quedar sin efecto, así como alegaba la falta de un plan de seguridad, lo que también impediría la apertura del espacio
La fiscalía vio indicios de prevaricación en la cesión del uso de la cárcel, siendo posteriormente admitida a trámite la denuncia por parte del juez, así, la portavoz del Partido Popular de la ciudad, Rosa Gallego, como denunciante y la concejala Claudia Delso, firmante de la convocatoria del concurso, en calidad de investigada, tuvieron que acudir a declarar ante la juez; La declaración de esta última, se iba a celebrar el 1 de marzo, pero la presentación de nueva documentación por del Partido Popular, provocó el retraso la comparecencia hasta el 24 de mayo, el último día de campaña de las elecciones municipales de 2019. Pese a la súplica de la defensa de la edil para que se retrasase hasta junio, la fecha se mantuvo debido a la solicitud de la parte denunciante de no cambiarla, lo que llevó a que Marea Atlántica calificase en campaña la denuncia como "maniobra política". Finalmente, la juez en el auto del 20 de diciembre de 2019, sostuvo que no resultó "debidamente justificada la perpetración del delito", lo que provocó una alegación por parte de la demandante, que fue desestimada finalmente en junio de 2020 por la Audiencia Provincial de La Coruña, sosteniendo "que no se puede hablar de prevaricación en el convenio", por lo que la denuncia quedó archivada definitivamente.
En paralelo a la polémica, en diciembre de 2018, Proxecto Cárcere se vio obligado a cesar su actividad seis meses después de la firma del convenio, al recibir un comunicado por parte del ayuntamiento en el que no daba como válidas las comunicaciones de parte de las actividades que llevaban realizando desde la reapertura del penal, y posteriormente una notificación que le informaba de que la Junta de Galicia consideraba que se incumplía la normativa autonómica. En febrero de 2019, cuando ya había finalizado el convenio entre la SIEP y el Ayuntamiento para la cesión de la cárcel, el gobierno local, decidió no prorrogar el acuerdo, aduciendo el alto coste de rehabilitación, "inasumible con un contrato temporal", según lo recogido en el blog de Proxecto Cárcere, el día 8 de febrero, el ayuntamiento les comunica por vía telefónica la decisión de no renovar el convenio con la SIEP, y por ende, la finalización del contrato de la asociación, volviendo así la cárcel a un estado de desuso.

### Abandono y nuevos debates sobre su uso (2019-Actualidad)
Tras el fin del acuerdo entre la SIEP y el Ayuntamiento y la consiguiente salida de Proxecto Cárcere del edificio, este volvió a carecer de actividad en su interior, incrementando su estado de deterioro, por los más de 20 años sin una rehabilitación integral, durante las elecciones municipales de 2019, la cárcel obtuvo cierto protagonismo en la campaña electoral, motivado en parte por el proceso judicial abierto que obligó a Claudia Delso a acudir a declarar el último día de campaña.
Inés Rey, candidata del PSOE y a la postre alcaldesa de la ciudad, se comprometió con Proxecto Cárcere durante esos comicios a mediar ante la SIEP para conseguir un nuevo convenio que permita el uso de la cárcel de la torre.
El Bloque Nacionalista Galego, en una ruta reivindicativa por los distintos edificios de la ciudad que están en litigio para devolverse a la ciudad, propuso la conversión del antiguo penal en un centro de recepción de visitantes para la cercana Torre de Hércules.
Marea Atlántica por su parte, volvió a reivindicar su compromiso con la recuperación para la ciudadanía de la Prisión Provincial.
Tras la victoria de Inés Rey en las elecciones locales, la cárcel ha vuelto esporádicamente a la agenda política municipal; En octubre de 2019, se aprobó en pleno con los votos favorables de Ciudadanos, PSOE, Marea Atlántica y BNG, y voto en contra del Partido Popular, una moción impulsada por el Bloque Nacionalista Gallego para que la antigua prisión fuese declarada Bien de Interés Cultural, con la creación aparejada de un Plan Director de Conservación y la ejecución forzosa de la resolución aprobada durante el mandato anterior que ordenaba al Ministerio la ejecución de las obras necesarias para garantizar la conservación del inmueble
En febrero de 2020, la alcaldesa advirtió sobre el alto coste de rehabilitación del edificio, en torno a los 30 millones de euros, tras el confinamiento por la pandemia de COVID-19, se detecto la presencia de alguna persona sin hogar durmiendo en las instalaciones de la antigua prisión, que carece de vigilancia; Proxecto Cárcere, en una acción reivindicativa, se acercó hasta el edificio en junio de 2020 para reparar la rampa de entrada de madera, construida por ellos mismos durante los meses en los que gestionaron el edificio, que se encontraba muy deteriorada por las inclemencias meteorológicas de la zona, muy cercana al mar.
El 11 de marzo de 2020, la sentencia definitiva 357/2020 del Tribunal Supremo rechazó el recurso de casación interpuesto en 2016 por el Ayuntamiento de la ciudad contra la SIEP para intentar dejar sin efecto el convenio de 2005 que obligaba al pago de 1,2 millones para la recuperación del inmueble y conseguir la reversión gratuita del mismo, poniéndose así fin a la vía jurídico-administrativa iniciada en 2013 bajo el mandato de Carlos Negreira.
En mayo de 2021, salió a la luz un estudio encargado por el gobierno local para la realización de un proyecto de contenido cultural para el edificio, prevé darle un uso principal como centro de creación audiovisual, complementando con Memoria Histórica, centro de interpretación de la Torre de Hércules, y usos vecinales.
En julio de 2021, se produjo un incendio en el recinto, sin graves consecuencias, en septiembre de ese año, se registró un segundo amago de incendio, tras detectarse la entrada de jóvenes en el edificio,lo que puso en evidencia una vez más la necesidad de actuar sobre el edificio y vigilar la entrada al mismo.
Este incendio, llevó al gobierno local a anunciar que se había propuesto la flexibilización del pago de 1,12 millones de euros al SIEP para la transmisión de la titularidad del edificio a la ciudad, acordado en el convenio de 2005 firmado bajo la alcaldía de Francisco Vázquez.
Proxecto Cárcere, denunció en agosto de ese año la situación del inmueble ante el ICOMOS, organismo dependiente de la UNESCO, debido a la presencia de la antigua prisión en el área de protección de la Torre de Hércules, Patrimonio de la Humanidad desde 2009, el organismo se comprometió a evaluar la situación.
En enero de 2022, se volvió a detectar la entrada de jóvenes a la antigua prisión, algo que según la asociación de vecinos de la zona, no es novedoso, ya que son numerosos los individuos que se introducen en el edificio aprovechando la falta de vigilancia del mismo, con el consiguiente peligro para su seguridad.
Tras estos episodios, el SIEP anunció que pondría vigilancia y tapiaría los accesos a la vieja prisión, pero descartando rehabilitar el edificio a corto plazo

## En la cultura
- El lápiz del carpintero, película dirigida por Antón Reixa, protagonizada por María Adánez, Tristán Ulloa, Luis Tosar, y basada en la novela homónima de Manuel Rivas rodó escenas en la prisión[61]
- Xosé Luís Méndez Ferrín, escritor, político y expresidente de la Real Academia Gallega, terminó de escribir Retorno a Tagen Ata, obra fundamental en la nueva literatura gallega en agosto de 1970 durante su condena en la Prisión Provincial[62]